# Socó-dorminhoco
A espécie Nycticorax nycticorax, conhecida no Brasil como socó-dorminhoco ou savacu e, em Portugal, como goraz ou garça-noturna, é uma garça de médio porte encontrada em grande parte do mundo, exceto em regiões mais frias e na Australásia (onde é substituída pelo seu parente próximo, o savacu-canela, com o qual tem hibridizado na zona de contato).

## Etimologia
Nycticorax significa "corvo noturno" e deriva do grego antigo nuktos, "noite", e korax, "corvo". Isso se deve aos hábitos de alimentação majoritariamente noturnos e a vocalização da espécie ser parecida com a do corvo.
No Brasil, o nome "socó-dorminhoco" foi selecionado como nome vernáculo técnico para a espécie pelo Comitê Brasileiro de Registros Ornitológicos.

## Descrição
Os adultos medem aproximadamente 64 cm de comprimento e pesam 800 g. Eles têm as costas e a coroa pretas, as asas de cor cinza-pálido, a parte de baixo do corpo branca, olhos vermelhos e pequenas pernas amarelas. Durante a reprodução, aparecem na parte de trás da cabeça duas ou três longas penas brancas. Os sexos são similares em aparência, embora os machos sejam levemente maiores. O savacu não se enquadra na forma do corpo típica da família, pois eles são relativamente mais robustos e possuem bicos, pernas e pescoço mais curtos do que seus parentes, como as garças dos gêneros Ardea e Egretta. Sua posição de descanso é geralmente encurvada, mas quando está caçando o pescoço é estendido.
Os jovens têm a plumagem da cabeça, das asas e das costas marrom-acinzentada com numerosas manchas pálidas, a parte de baixo é mais pálida e listrada com marrom, os olhos são amarelos e as pernas são amarelo-esverdeadas.

## Distribuição
O hábitat de reprodução é em zonas úmidas de água doce ou salgada na maior parte do mundo. A subespécie N. n. hoactlise reproduz na América do Canadá até o norte da Argentina e Chile, N. n. obscurus no extremo sul da América do Sul, N. n. falklandicus nas Ilhas Malvinas, e a subespécie nominal N. n. nycticorax na Europa, Ásia e África. A espécie nidifica em colônias em plataformas de gravetos em um grupo de árvores, ou no chão em locais protegidos como ilhas ou canaviais. São postos de três a oito ovos.

Essa garça é migratória no extremo norte da sua distribuição, mas caso contrário é residente (até na fria Patagônia). A população norte-americana passa o inverno no México, no sul dos Estados Unidos, América Central e nas Índias Ocidentais, e a população europeia na África tropical e no sul da Ásia.

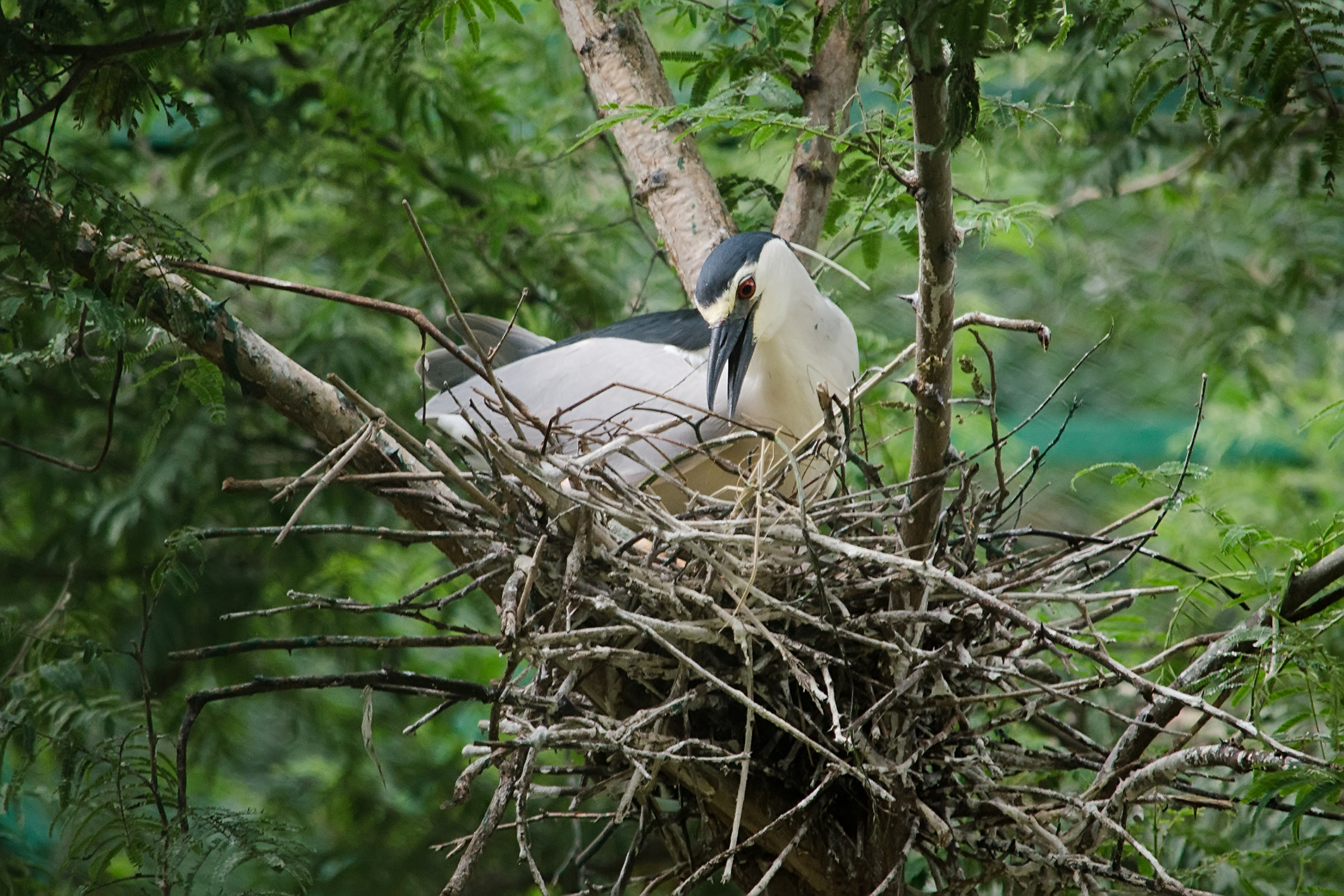
Savacu construindo um ninho.

## Comportamento
O savacu fica parado na beira da água e espera para emboscar sua presa, principalmente de noite e no início da manhã. Ele se alimenta principalmente de pequenos peixes, crustáceos, sapos, insetos aquáticos, pequenos mamíferos e pequenos pássaros. Ele está entre as sete espécies de garça observadas usando isca para pescar; atraindo ou distraindo peixes jogando comida ou objetos flutuantes não comestíveis na água – um raro exemplo de ferramentas sendo usadas entre aves. Durante o dia descansa em árvores ou arbustos. N. n. hoactli é mais gregário fora da temporada de reprodução do que a subespécie nominal.